# Ballon d'Or 2008

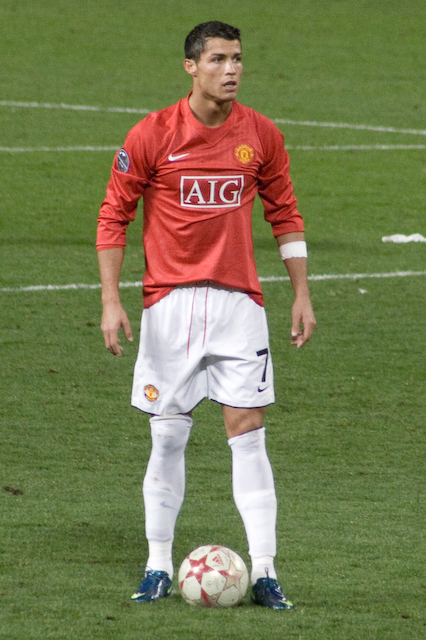
Cristiano Ronaldo

De Ballon d'Or 2008 was de 53e editie van de voetbalprijs georganiseerd door het Franse tijdschrift France Football. De prijs werd gewonnen door de Portugees Cristiano Ronaldo (Manchester United).
De jury was samengesteld uit:
- 53 journalisten die aangesloten waren bij de volgende verenigingen van de UEFA: Albanië, Andorra, Armenië, Azerbeidzjan, Duitsland, Oostenrijk, België, Bulgarije, Wit-Rusland, Bosnië-Herzegovina, Cyprus, Kroatië, Slovenië, Slowakije, Estland, Denemarken, Spanje, Finland, Frankrijk, Wales, Georgië, Griekenland, Hongarije, Engeland, Ierland, Noord-Ierland, Faeröer-eilanden, IJsland, Israël, Italië, Letland, Litouwen, Kazachstan, Liechtenstein, Luxemburg, Macedonië, Malta, Moldavië, Nederland, Noorwegen, Polen, Portugal, Roemenië, Rusland, San Marino, Schotland, Servië, Tsjechië, Zweden, Zwitserland, Oekraïne, Turkije en Joegoslavië.
- 13 journalisten die aangesloten waren bij de volgende verenigingen van de CAF: Angola, Algerije, Kameroen, Congo, Ivoorkust, Egypte, Ghana, Marokko, Nigeria, Senegal, Zuid-Afrika, Togo en Tunesië.
- 10 journalisten die aangesloten waren bij de volgende verenigingen van de CONCACAF: Canada, Costa Rica, Cuba, El Salvador, Verenigde Staten, Haïti, Honduras, Jamaica, Mexico en Trinidad en Tobago.
- 9 journalisten die aangesloten waren bij de volgende verenigingen van de CONMEBOL: Argentinië, Bolivia, Brazilië, Chili, Colombia, Ecuador, Paraguay, Peru, en Uruguay.
- 9 journalisten die aangesloten waren bij de volgende verenigingen van de AFC: Saoedi-Arabië, Noord-Korea, Zuid-Korea, China, Verenigde Arabische Emiraten, Iran, Irak, Japan en Koeweit.
- 2 journalisten die aangesloten waren bij de volgende verenigingen van de OFC: Australië en Nieuw-Zeeland.

De resultaten van de stemming werden gepubliceerd in editie 3269 van France Football op 2 december 2008.

## Stemprocedure
Elk jurylid koos de beste vijf spelers uit een shortlist van vijftig spelers. De speler op de eerste plaats kreeg vijf punten, de tweede keus vier punten en zo verder. Op die wijze werden 1440 punten verdeeld, 480 punten was het maximale aantal punten dat een speler kon behalen (in geval van een 96 koppige jury).

## Uitslag
| Plaats | Speler               | Club                  | Stemmen | Stemmen | Stemmen | Stemmen | Stemmen | Stemmen | Punten |
| Plaats | Speler               | Club                  | 1º      | 2º      | 3º      | 4º      | 5º      | Totaal  | Punten |
| ------ | -------------------- | --------------------- | ------- | ------- | ------- | ------- | ------- | ------- | ------ |
| 1º     | Cristiano Ronaldo    | Manchester United     | 77      | 11      | 4       | 1       | 3       | 96      | 446    |
| 2º     | Lionel Messi         | FC Barcelona          | 6       | 33      | 27      | 14      | 10      | 90      | 281    |
| 3º     | Fernando Torres      | Liverpool             | 5       | 13      | 24      | 9       | 12      | 63      | 179    |
| 4º     | Iker Casillas        | Real Madrid           | 2       | 16      | 12      | 8       | 7       | 45      | 133    |
| 5º     | Xavi                 | FC Barcelona          | 3       | 9       | 4       | 15      | 4       | 35      | 97     |
| 6º     | Andrej Arsjavin      | Zenit Sint-Petersburg |         | 3       | 4       | 10      | 20      | 37      | 64     |
| 7º     | David Villa          | Valencia              | 1       | 2       | 4       | 10      | 10      | 27      | 55     |
| 8º     | Kaká                 | AC Milan              |         | 4       | 2       | 4       | 1       | 11      | 31     |
| 9º     | Zlatan Ibrahimović   | Internazionale        |         | 1       | 4       | 5       | 4       | 14      | 30     |
| 10º    | Steven Gerrard       | Liverpool             |         | 2       | 2       | 5       | 4       | 13      | 28     |
| 11º    | Marcos Senna         | Villarreal            | 1       |         | 2       | 1       | 3       | 7       | 16     |
| 12º    | Emmanuel Adebayor    | Arsenal               |         | 1       |         | 2       | 4       | 7       | 12     |
| 13º    | Wayne Rooney         | Manchester United     |         |         | 1       | 2       | 4       | 7       | 11     |
| 14º    | Sergio Agüero        | Atlético Madrid       |         | 1       | 1       | 1       | 1       | 4       | 10     |
| 15º    | Frank Lampard        | Chelsea               |         |         |         | 4       |         | 4       | 8      |
| 16º    | Franck Ribéry        | Bayern München        |         |         | 1       | 1       | 2       | 4       | 7      |
| 17º    | Samuel Eto'o         | FC Barcelona          |         |         | 1       | 1       | 1       | 3       | 6      |
| 18º    | Gianluigi Buffon     | Juventus              | 1       |         |         |         |         | 1       | 5      |
| 19º    | Cesc Fàbregas        | Arsenal               |         |         | 1       |         | 1       | 4       | 4      |
|        | Michael Ballack      | Chelsea               |         |         |         | 1       | 2       | 3       | 4      |
| 21º    | Sergio Ramos         | Real Madrid           |         |         | 1       |         |         | 1       | 3      |
|        | Nemanja Vidić        | Manchester United     |         |         | 1       |         |         | 1       | 3      |
|        | Didier Drogba        | Chelsea               |         |         |         | 1       | 1       | 2       | 3      |
| 24º    | Edwin van der Sar    | Manchester United     |         |         |         | 1       |         | 1       | 2      |
|        | Ruud van Nistelrooij | Real Madrid           |         |         |         |         | 2       | 2       | 2      |

## Trivia
- Voor het eerst sinds 1991 ontving de winnaar van de Ballon d'Or van elk van de juryleden een stem.

## Referentie
- Eindklassement op RSSSF

France Football:
1956 · 
1957 · 
1958 · 
1959 · 
1960 · 
1961 · 
1962 · 
1963 · 
1964 · 
1965 · 
1966 · 
1967 · 
1968 · 
1969 · 
1970 · 
1971 · 
1972 · 
1973 · 
1974 · 
1975 · 
1976 · 
1977 · 
1978 · 
1979 · 
1980 · 
1981 · 
1982 · 
1983 · 
1984 · 
1985 · 
1986 · 
1987 · 
1988 · 
1989 · 
1990 · 
1991 · 
1992 · 
1993 · 
1994 · 
1995 · 
1996 · 
1997 · 
1998 · 
1999 · 
2000 · 
2001 · 
2002 · 
2003 · 
2004 · 
2005 · 
2006 · 
2007 · 
2008 · 
2009 · 
2016 · 
2017 · 
2018 · 
2019 · 
2021 · 
2022 · 
2023 · 
2024